# ماتلان
ماتلان هي شركة تجزئة بريطانية للأزياء و الأدوات المنزلية مقرها في نولسي، مرزيسايد. اسسها جون هارجريفز في عام 1985، و ما زالت مملوكة لعائلة هارجريفز، اعتباراً من عام 2020 كان لدى الشركة أكثر من 13000 موظف، و لديها 230 متجراً في المملكة المتحدة بالإضافة إلى إثنين و ثلاثين متجراً في أوروبا و الشرق الأوسط.

## التاريخ
افتتح جون هارجريفز أول متجر للشركة في عام 1985 في بامبر بريدج، في بريستون . وكان هناك خمسون متجراً بحلول عام 1995. و ي عام 1997، نقلت الشركة مقرها الرئيسي من بريستون إلى سكيلميرسدال، ثم إلى لانكاشير. تم طرح الشركة في بورصة لندن في عام 1998، و لكن تم أخدها مرة أخرى من قبل عائلة هارجريفز في أكتوبر 2006.
خلال عام 2009، سعى جون هارجريفز لبيع شركة ماتلان ولكنه فشل في العثور على مشترين على استعداد للوفاء بسعر 1.5 مليار جنيه إسترليني. تم تعيين جيسون هارجريفز مديراً منتدباً في يوليو 2013. ثم انتقل المقر إلى نوسيلي ، ميرزيسايد في عام 2014.

## الجدل
كانت ماتلان من بين الشركات التي اشترت الملابس من مصنع رانا بلازا في بنغلاديش الذي انهار، مما أسفر عن مقتل 1129 في أبريل 2013. في يوليو 2014، وقد واجهات النقد لعدم مساهمتها في صندوق التعويضات الرسمي الذي تنسقه منظمة العمل الدولية. كان هذا على النقيض من بعض منافسيهم الرئيسيين ، مثل بريمارك التي ساهمت ب9 ملايين دولار.
وبعد ضغوط، أعلنت الشركة أنها ستساهم بمبلغ لم يكشف عنه. تم الكشف لاحقاً عن أنهم دفعوا 60 ألف جنيه أسترليني، وهو ما عترضت عليه حملات حقوق العمال باعتباره مبلغاً غير كافٍ مقارنة بالشركات الأخرى.

## الفروع
ماتالان ريتيل ليمتد هي شركة فرعية مملوكة بالكامل لشركة ميسوري توبكو المحدودة، و هي شركة قابضة مقرها غيرنسي، وتسيطر عليها عائلة هارجريفز. وفي الشرق الأوسط ، تم منح امتياز علامة ماتلان التجارية لشركة (BTC Fashion General Trading) التي توجد قطر. ولدى الشركة متجر في البحرين والأردن وسلطنة عمان والسعودية والإمارات.

## الإدارة
في يونيو 2020، أكد إدارة الشركة ماتلان أنها ستعين رئيساً جديداً و مديراً تجارياً جديداً بعد أقل من شهر من إعلان جون ميلز أنه سيتنحى عن مجلس الإدارة. ومن المتوقع أن يخلف ستيف جونسون ميلز في منصب الرئيس التالي للشركة، بينما من المقرر أن ينتقل جيمس براون إلى منصب الرئيس التجاري الجديد تماماً في الشركة .